# The Bard's Tale (videogioco 1985)
Tales of the Unknown: Volume I, più conosciuto dal suo sottotitolo The Bard's Tale, è un videogioco di ruolo fantasy creato dalla Interplay Productions nel 1985 e pubblicato dalla Electronic Arts. Fu progettato e programmato principalmente da Michael Cranford.
Liberamente basato sul gioco di ruolo tradizionale Dungeons and Dragons e ispirato dai videogiochi della serie Wizardry, The Bard's Tale è degno di nota l'uso della grafica 3D e per i ritratti parzialmente animati dei personaggi. Anche il personaggio del bardo fu un'innovazione: "Il bardo fu il contributo dell'autore Michael Cranford al genere, un personaggio che lancia incantesimi cantando una di sei melodie".
Fu originariamente pubblicato per l'Apple II, e convertito per i computer Commodore 64, Apple IIgs, ZX Spectrum, Amstrad CPC, Commodore Amiga, Atari ST, MS-DOS, Apple Macintosh, PC-98 e console NES.
The Bard's Tale diede inizio a una serie, con tre seguiti storici, e ispirò una saga di romanzi cartacei. Nel 2004 e nel 2017 inXile Entertainment riavviò la serie con seguiti di nuova generazione.
Il 14 agosto 2018 è uscita per nuove piattaforme una versione aggiornata nella grafica, nell'interfaccia e con aggiunta di mappe in automatico a cura della inXile. Si tratta della The Bard's Tale Trilogy, comprendente tutti i tre capitoli della saga originale.

## Trama
Un gruppo di fino a sei personaggi inizia l'avventura nella Gilda degli Avventurieri nella città fittizia di Skara Brae (senza alcuna connessione con il vero sito archeologico di Skara Brae), che deve essere liberata dai mostri che la invadono. L'accesso a una torre nell'angolo nordorientale e in quello sudoccidentale è bloccato da cancelli chiusi. I portoni principali della città si aprono verso occidente e sono bloccati dalla neve, rimanendo impassabili per tutto il gioco. Una strada sembra condurre in modo indefinito verso sud, teletrasportando in realtà il gruppo al suo inizio ogni volta che questo raggiunge il punto in cui si dovrebbero trovare i muri della città.
Il gruppo dovrà affrontare i seguenti sotterranei:
1. Il primo sotterraneo è il Wine Cellar ("cantina dei vini", 1 livello), situato in una particolare taverna, che è connesso alle Sewers ("fogne") della città (3 livelli) che a loro volta portano a un'uscita che permette l'accesso a una parte altrimenti inaccessibile dell'angolo sudoccidentale della città dove si trova la Mangar's Tower, il sotterraneo finale.
2. Le Catacombs ("catacombe", 3 livelli) sotto al tempio del Mad God, accessibili solo se il suo nome è conosciuto (tecnicamente basta che il giocatore lo conosca e lo inserisca da tastiera, non è necessario che l'abbia scoperto in gioco). Nel livello più basso del sotterraneo si deve sconfiggere una lich per ottenere l'occhio.
3. Se si possiede l'occhio, una statua del Mad God nel Baron Harkyn's Castle ("Castello del barone Harkyn", 3 livelli) teletrasporterà il gruppo nell'angolo nordoccidentale della città (altrimenti inaccessibile), dove si trova il sotterraneo successivo, che comunque non è necessario affrontare immediatamente. Se è troppo indebolito dai combattimenti il gruppo può scegliere di lasciare la zona attraverso un portale a senso unico e tornare alla città.
4. Kylearan's Tower ("Torre di Kylearan", 1 livello) è accessibile solo attraverso un teletrasporto presente nell'ultimo livello dell'Harkyn's Castle. Kylearan the Archmage attende il gruppo alla conclusione della sua torre e si rivela essere un amico. Dà al gruppo la chiave per accedere al sotterraneo finale, Mangar's Tower, ma devono comunque aggirare i cancelli chiusi passando attraverso le fogne.
5. Mangar's Tower ("Torre di Mangar", 5 livelli) è il sotterraneo finale da superare per raggiungere Mangar e ucciderlo, purché il gruppo sia riuscito a procurarsi negli altri sotterranei diversi oggetti necessari a vincere. All'interno del sotterraneo il gruppo troverà anche una chiave che permetterà di accedere alla Mangar's Tower direttamente dalla città senza dover attraversare le fogne.

## Modalità di gioco
The Bard's Tale è un dungeon crawler lineare con interfaccia prevalentemente testuale; una piccola immagine del luogo o del nemico attuale è mostrata in una finestra in alto a sinistra, con piccole animazioni. L'obiettivo è guadagnare punti esperienza per aumentare le abilità dei personaggi attraverso combattimenti contro nemici e mostri. Questo avviene mentre si esplorano sotterranei labirintici, risolvendo occasionali rompicapo e indovinelli e trovando o acquistando armi, armature e altro equipaggiamento.
La Gilda degli Avventurieri è l'unico posto in cui è possibile salvare i personaggi e il loro inventario. Il gioco progredisce facendo salire di livello i personaggi così che diventino abbastanza potenti da sconfiggere i nemici sempre più potenti che incontrano nei sotterranei e ottengano informazioni e oggetti necessari a risolvere la missione finale.
All'inizio del gioco il giocatore può creare fino a sei personaggi giocanti, scelti tra le seguenti classi: bard, hunter, monk, paladin, rogue, warrior, magician e conjurer (bardo, cacciatore, paladino, ladro, guerriero, mago ed evocatore). Inoltre giocatori esperti possono sbloccare le classi di sorcerer e wizard (stregone e mago). Su alcune piattaforme il giocatore può importare personaggi precedentemente creati in Wizardry e/o Ultima III, una caratteristica abbastanza rivoluzionaria per l'epoca.
La città consiste di una mappa di 30x30 caselle che contengono o un edificio o una strada (più cancelli e statue magiche che bloccano certe strade).
Certi edifici della città sono speciali, per esempio l'Adventurer's Guild ("Gilda degli avventurieri"), il Garth's Equipment Shoppe ("negozio dell'equipaggiamento di Garth"), il Review Board, non marcato e che deve essere trovato, che è l'unico luogo dove i personaggi possono salire di livello, diverse taverne, templi e sotterranei. Questi ultimi sono labirinti di vario genere, cantine, fogne, catacombe o fortezze, piene di mostri e indovinelli, a volte sorvegliate da statue magiche che si animano per attaccare il gruppo di personaggi.
Poiché la confezione del gioco include solo la mappa di Skara Brae, è di solito necessario che i giocatori disegnino la mappa dei luoghi visitati giocando. Nei primi due giochi ogni livello di un sotterraneo è disegnato su una griglia fissa di 22 per 22 caselle.
Il combattimento è a turni e astratto, descritto in testo piuttosto che mostrato visivamente, i personaggi non si muovono su una mappa durante il combattimento. I tesori e i punti esperienza ottenuti da un dato incontro sono distribuiti equamente tra tutti i membri del gruppo sopravvissuti allo scontro.
Diverse classi di personaggi sono in grado di lanciare incantesimi, consumando una riserva limitata e ricaricabile di spell points (punti incantesimo). Il bardo è dotato di melodie magiche che funzionano come incantesimi a lunga durata e influenzano in modi diversi il gruppo — come rinforzare l'armatura o incrementare la velocità d'attacco. Ogni melodia attivata dal bardo fa suonare la musica corrispondente (alcune classiche, altre originali).
Un personaggio di una classe che lancia incantesimi può cambiare classe. Il manuale di gioco descrive un mago che aveva imparato gli incantesimi di tutte e quattro le classi come un "Arcimago, l'essere più potente del mondo di Bard's Tale". Comunque lo stato di arcimago non ha benefici in gioco, a parte il conoscere tutti gli incantesimi disponibili.
Per lanciare uno degli 85 incantesimi si deve inserire un codice di quattro lettere che si trova solo nel manuale stampato. Comunque se si gioca su una piattaforma dotata di mouse (le versioni MS-DOS e Amiga) il nome completo degli incantesimi compare in un menù a discesa.

## Sviluppo
The Bard's Tale venne sviluppato dalla Interplay Productions, il cui presidente era Brian Fargo, mentre Joe Ybarra era il produttore responsabile dell'Electronic Arts per la pubblicazione. Era un progetto complesso per i suoi tempi; la Interplay fece uso di un proprio programma dungeon editor per progettare i dungeon e generare codice utilizzabile in tutti i numerosi sistemi per i quali produsse il gioco.
Michael Cranford era il programmatore capo e realizzò la maggior parte degli strumenti di sviluppo, compreso il dungeon editor.
Cranford è accreditato anche come designer principale del gioco originale, insieme a Brian Fargo per quanto riguarda il design degli scenari.
Il titolo provvisorio del gioco era Shadow Snare ed era ispirato principalmente alla serie di successo Wizardry, con l'intento di aumentare enormemente giocabilità e contenuti rispetto a questa.
Michael Cranford, autore anche di The Bard's Tale II, era un devoto cristiano: incluse riferimenti a Gesù in The Bard's Tale, e quasi tutti i nomi delle città in The Bard's Tale II sono presi dal Nuovo Testamento. Dopo una rottura con Brian Fargo non fu coinvolto in The Bard's Tale III e decise di tornare al college per studiare teologia e filosofia.
La versione NES, unica conversione per console, è di produzione giapponese.

## Accoglienza
Bard's Tale nel suo genere fu un enorme successo su molti computer.
Computer Gaming World lo descrisse come "da non mancare". Il gioco fu recensito nel 1986 in Dragon; la recensione è positiva e si conclude raccomandandone l'acquisto. Il gioco fu nuovamente recensito in Dragon pochi mesi dopo. In una successiva recensione il gioco ricevette 5 stelle su 5. MCmicrocomputer lo considerò un capolavoro del suo genere.
Le recensioni della versione per ZX Spectrum furono favorevoli. La rivista Crash disse che "l'ambiente di Skara Brae è così complesso e coinvolge così tanti fattori che è difficile non essere completamente presi dalla quest" e gli diede un 86%. Sinclair User gli diede un 89%, ma disse che non era indirizzato ai giocatori in generale dicendo che "The Bard's Tale appassionerò i fan dei pixie [...] ma c'è troppo testo e non abbastanza grafica e animazione per convertire chi non è già appassionato." Your Sinclair fu similmente positivo sul gioco, dandogli un 9/10.
La versione per Commodore 64 di The Bard's Tale ricevette un "Sizzler award" e fu valutata 94% dalla rivista Zzap!64 nell'edizione speciale del Natale 1986. Il recensore Sean Masterson la definì "il miglior RPG per il Commodore". L'edizione italiana di Zzap! gli assegnò un giudizio globale del 93%.
Commodore Time lo giudicò complesso e molto lungo, e uno dei pochi giochi del suo genere capaci di assorbire completamente l'attenzione dell'appassionato di avventure.
Con un punteggio di 7,49 su 10 nel 1988, The Bard's Tale fu tra i primi membri della Hall of Fame di Computer Gaming World, che onora i giochi per computer che hanno ricevuto i voti più alti dai lettori. Nel 1990 in un sondaggio tra i lettori riguardo ai "favoriti di tutti i tempi" il gioco giunse al settimo posto.
Generalmente invece è meno apprezzata la conversione per console NES.

## Serie
The Bard's Tale fu un successo sia di critica, sia di pubblico, e a suo tempo ebbe tre seguiti ufficiali:
- The Bard's Tale (1985)
- The Bard's Tale II: The Destiny Knight (1986)
- The Bard's Tale III: Thief of Fate (1988)
- The Bard's Tale Construction Set (1991)

Una raccolta di tutti i primi tre giochi intitolata The Bard's Tale Trilogy fu pubblicata per MS-DOS e Commodore 64 dalla Electronic Arts nel 1990.
Secondo la programmatrice Rebecca Heineman il nome globale della serie avrebbe dovuto essere Tales of the Unknown, e i tre giochi avrebbero dovuto essere intitolati The Bard's Tale, The Archmage's Tale e The Thief's Tale. Questo è confermato dall'illustrazione della pubblicazione originale di Bard's Tale, che definiva il gioco come "Tales of the Unknown, Volume I". Comunque, in seguito alla popolarità che ebbe il primo nome, la Electronic Arts decise di cambiare il nome della serie in quello molto più conosciuto.
Quello che avrebbe dovuto originariamente essere The Bard's Tale IV divenne Dragon Wars.
Nel 2003 Brian Fargo (che creò le mappe dei primi due Bard's Tale e diresse il terzo) lasciò la Interplay Entertainment e fondò la InXile Entertainment, una nuova ditta di sviluppo di videogiochi. Nel 2004 pubblicarono il loro primo gioco, intitolato anch'esso The Bard's Tale, un videogioco d'azione che si prende gioco degli stilemi classici dei giochi di ruolo fantasy, come per esempi quelli del Bard's Tale originale. Non fu un seguito della serie originale o connesso ad esso in nessun senso a parte il titolo. Sebbene una scappatoia legale permise alla InXile di usare il nome Bard's Tale e la compagnia avesse evidentemente pianificato di incorporare ulteriori elementi del gioco originale, l'Electronic Arts possedeva ancora i trademark della serie originale e l'InXile non poteva legalmente usare nessuna delle trame, personaggi o luoghi che vi comparivano.
Nel 2017 uscì The Mage's Tale ambientato nel mondo di The Bard's Tale.
In seguito l'InXile ottenne i diritti e nel 2018 pubblicò una versione rimodernata della The Bard's Tale Trilogy e un vero seguito con The Bard's Tale IV: Barrows Deep, seguito da un The Bard's Tale IV: Director's Cut nel 2019.

### Romanzi
La Baen Books pubblicò una serie di romanzi basati su The Bard's Tale negli anni novanta, sebbene i libri avessero poco in comune con la trama dei giochi.
1. Mercedes Lackey e Josepha Sherman (1992), Castle of Deception, ISBN 0-671-72125-9
2. Mercedes Lackey e Ru Emerson (1993), Fortress of Frost and Fire, ISBN 0-671-72162-3
3. Mercedes Lackey e Mark Shepherd (1994), Prison of Souls, ISBN 0-671-72193-3
4. Josepha Sherman (1994), The Chaos Gate, ISBN 0-671-87597-3
5. Holly Lisle e Aaron Allston (1996), Thunder of the Captains, ISBN 0-671-87731-3
6. Holly Lisle e Aaron Allston (1997), Wrath of the Princes, ISBN 0-671-87771-2
7. Mark Shepherd (1997), Escape from Roksamur, ISBN 0-671-87797-6
8. Holly Lisle (1998), Curse of the Black Heron, ISBN 0-671-87868-9